# 54e bataillon de chasseurs alpins
Pour les articles homonymes, voir 54e bataillon.
Le 54e bataillon de chasseurs alpins (54e BCA) est une unité militaire dissoute de l'infanterie alpine française (chasseurs alpins) qui participa notamment à la Première Guerre mondiale.

## Création et différentes dénominations
- 1914 : création du 54e bataillon alpin de chasseurs à pied (54e BACP),
- 1916 : devient le 54e bataillon de chasseurs alpins (54e BCA),
- 1919 : dissolution du bataillon.

## Historique

### Rattachements successifs
À la mobilisation, il est rattaché à la 147e brigade d'infanterie de la 74e division d'infanterie. À partir d'octobre 1914 il est affecté au groupe de chasseurs de la 77e division d'infanterie puis en décembre 1914 au groupement des Vosges. En janvier 1915, il rejoint la 2e brigade de chasseurs de la 47e division d'infanterie puis passe mi-1915 à la 3e brigade de chasseurs de cette même division. À la dissolution de cette brigade, il forme le 5e groupe de chasseurs, toujours à la 47e DI.

### 1914
Mobilisé à Grenoble, c'est le bataillon de réserve du 14e BCA (son numéro d'ordre est obtenu en ajoutant 40 au numéro de son bataillon d'origine).
Il est constitué de 23 officiers, 58 sous-officiers et 1 100 caporaux et chasseurs.
- septembre : bataille de la Chipotte.
- octobre : bataille d'Arras.
- décembre : Carency.

### 1915
De février  à juillet il participe à la bataille du Reichsackerkopf.
- juillet : bataille du Linge.

### 1916
- Bataille de la Somme.

### 1917
- janvier à mai : secteur de Reims.
- Bataille du Chemin des Dames.
- départ en Italie en novembre : Front italien

### 1919

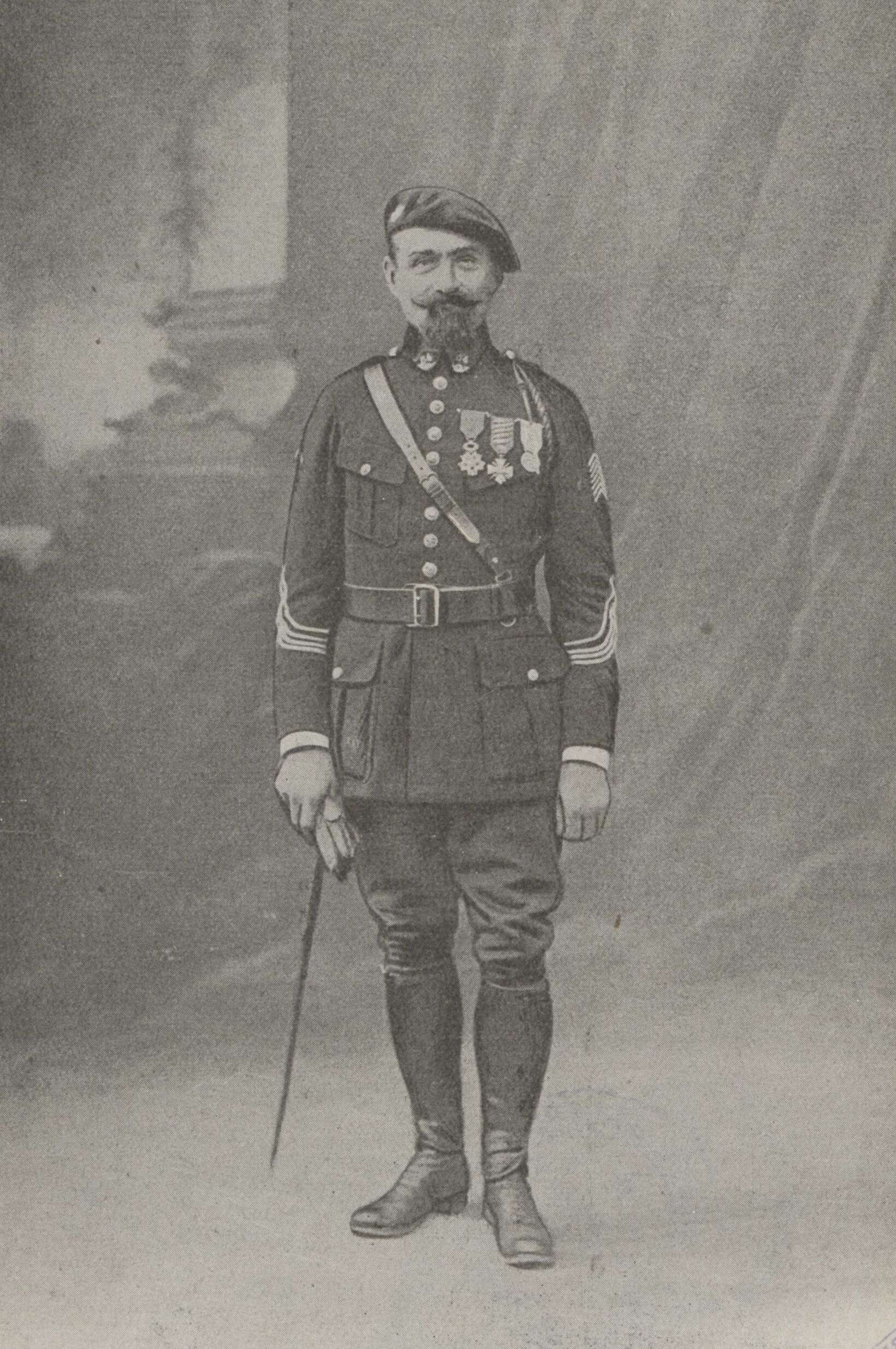
Le chef de bataillon Manicacci, commandant le, vers 1919.

### 1918
- Contre offensive Marne.

## Traditions

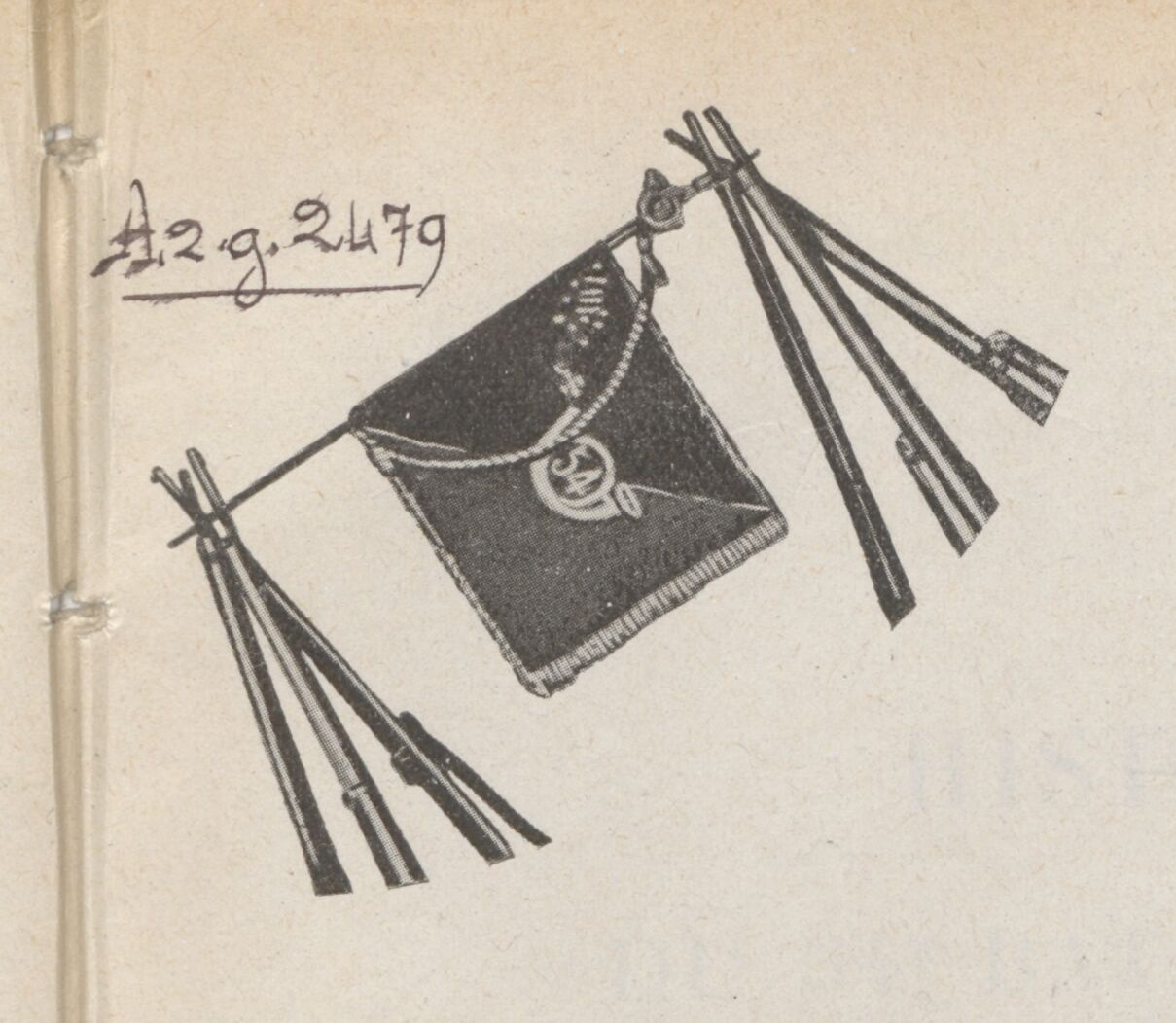
Le fanion du.

### Insigne
Il n'existe pas d'insigne pour le 54e BCA.

### Devise
Bataillon d'Élite

### Drapeau
Comme tous les autres bataillons et groupes de chasseurs, le 54e BCA ne dispose pas d'un drapeau propre. (Voir le drapeau des chasseurs).

### Décorations
Le 54e BCA a reçu neuf citations à l'ordre, dont quatre à l'ordre de l'armée. Il reçoit la fourragère aux couleurs du ruban de la Médaille Militaire le 28 septembre 1918.

## Chefs de corps

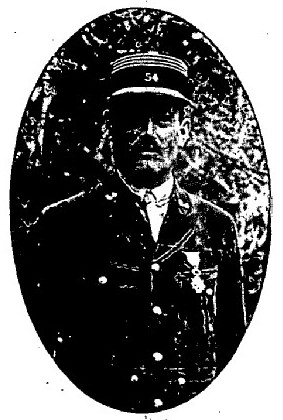
Le commandant Touchon, chef de corps du en 1915.

- 1914 - 1914 : chef de bataillon Mazoyer
- 1914 - 1914 : capitaine Fournier
- 1914 - 1914 : capitaine Berger
- 1914 - 1914 : chef de bataillon Sammacelli
- 1914 - 1914 : capitaine Robiot
- 1914 - 1914 : chef de bataillon Mazoyer
- 1914 - 1915 : capitaine Gendre
- 1915 - 1915 : capitaine Didier
- 1915 - 1915 : sous-lieutenant Pozzo di Borgo
- 1915 - 1915 : capitaine X
- 1915 - 1916 : capitaine Touchon
- 1916 - 1918 : chef de bataillon Manicacci
- 1918 - 1918 : capitaine Herbette
- 1918 - 1919 : chef de bataillon Manicacci

## Personnalités ayant servi au sein du bataillon
- Robert Touchon, chef de corps en 1915-1916.

## Sources et bibliographie
- Historique du 54e bataillon alpin de chasseurs à pied : 1914-1918, Clermont-Ferrand, Imprimerie générale, 1919 (lire en ligne).
- Bataillon de chasseurs durant la grande guerre.